# Kastenträgerbrücke

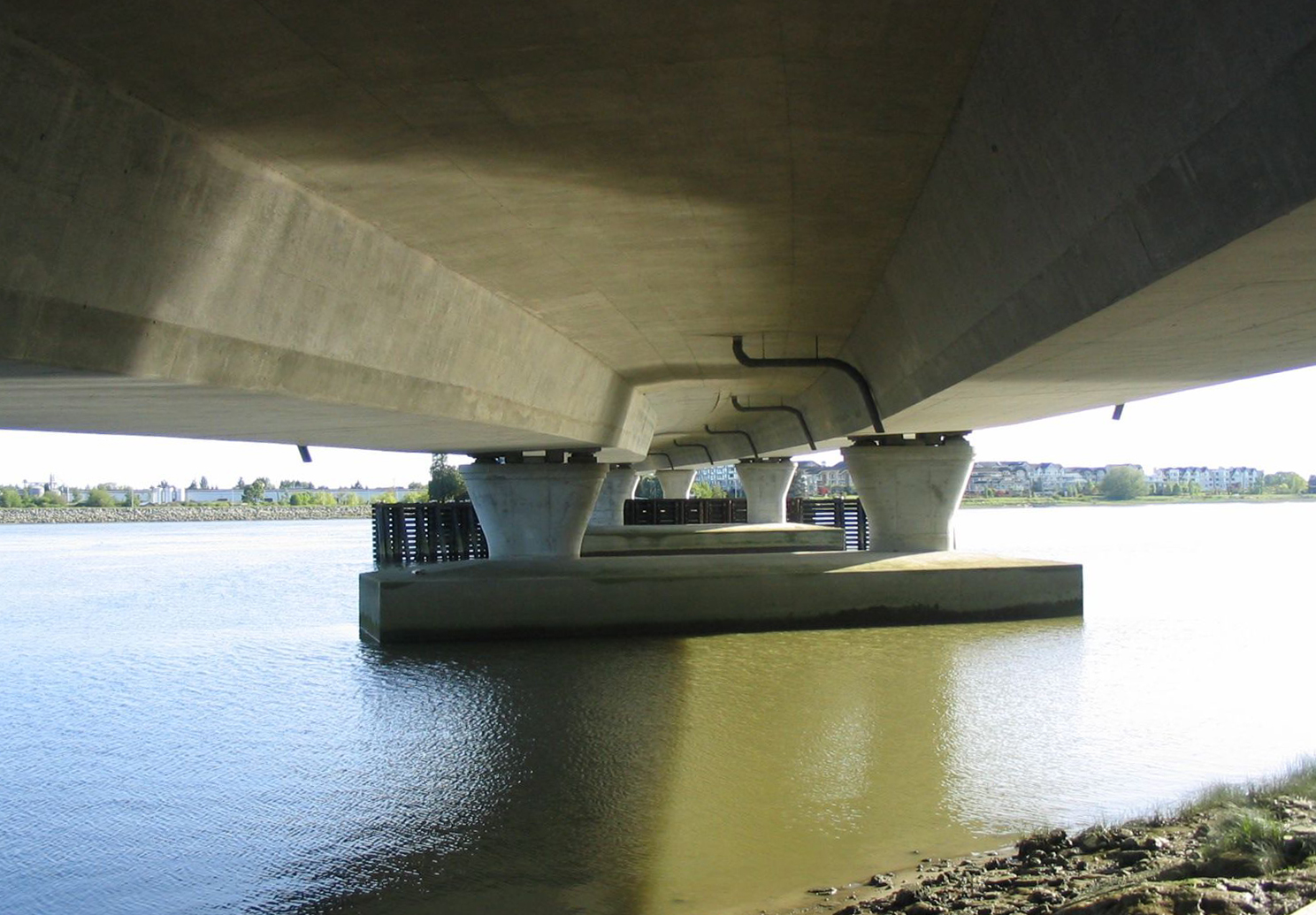
Eine doppelte Kastenträgerbrücke

Kastenträgerbrücken sind Balkenbrücken, deren Träger durch eine kastenförmige Konstruktion verstärkt werden. Diese Brückenart besteht meist aus Spann- oder Stahlbeton.
Brückenelemente einer Kastenträgerbrücke sind besonders torsionsfest und für mittlere Spannweiten geeignet.
Die von Gerd Lohmer und Fritz Leonhardt entworfene Deutzer Brücke, welche von 1947 bis 1948 in Köln errichtet wurde, war die erste Stahlkastenträgerbrücke der Welt.
Diese 1980 südlich angesetzte Zwillingsbrücke wurde mit dem gleichen Profil in Spannbeton ausgeführt.
Ebenfalls in Köln befindet sich die Zoobrücke, welche die weltweit längste Kastenträgerbrücke ist.